# Ernst Ossian Soravuo
Ernst Ossian Soravuo e. Sandström CBE (* 3. Dezember 1904 in Viipuri; † 2. Oktober 1994 in Helsinki) war ein finnischer Diplomat.
Soravuo studierte an der Universität Helsinki und heiratete 1934 Elsa Annikki Waldén. Er trat 1929 in den auswärtigen Dienst. Von 1929 bis 1931 war er Attaché in Buenos Aires. Von 1931 bis 1932 war er in Berlin akkreditiert. Von 1932 bis 1933 wurde er im Außenministerium beschäftigt. Von 1935 bis 1939 war er in Paris akkreditiert. Von 1939 bis 1942 war er Botschaftsrat in Stockholm. Von 1942 bis 1944 wurde er in leitender Funktion in Helsinki beschäftigt. 1944 war er in Berlin akkreditiert. Von 1944 bis 1946 leitete er die Abteilung Handel im Außenministerium und später wurde er Stellvertreter des Leiters des Außenministeriums. 1946 war er Geschäftsträger in Paris. Von 1947 bis 1952 war er Botschafter in Argentinien, Chile und Uruguay. Am 6. Mai 1952 wurde er als Ambassador to the Court of St James’s im Buckingham Palace akkreditiert.